# Hôtel-Dieu

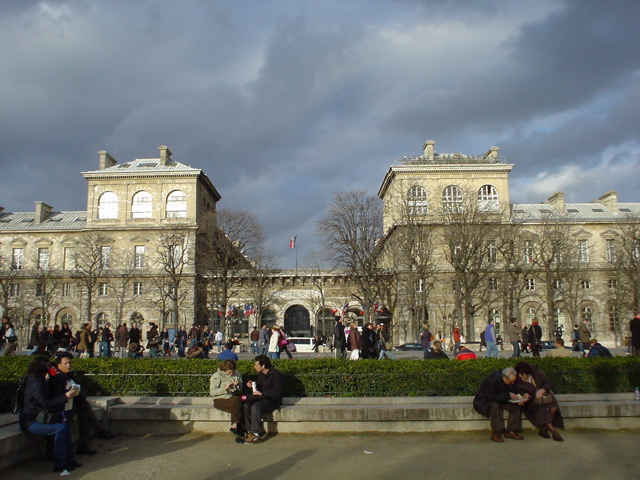
Hlavní vstup do nemocnice

Hôtel-Dieu (česky Dům Boží) je nejstarší nemocnice v Paříži. Nachází se v 1. obvodu na ostrově Cité. Špitál zasvěcený svatému Kryštofovi byl založen již v polovině 7. století.

## Historie
Špitál založil v roce 651 jako útulek pro chudé pařížský biskup Landerik v těsné blízkosti katedrály Notre Dame jak bývalo obvyklé. Nemocnice zůstala jako jediná v Paříži až do období renesance, kdy Jindřich IV. založil v roce 1607 nemocnici Saint-Louis.
Hôtel-Dieu se původně rozkládal na jižní straně ostrova Cité a zároveň na protějším levém břehu, takže byl jedinou budovou ve městě, která se rozkládala na dvou březích Seiny. Obě části spojoval most Pont au Double.
Během přestavby Paříže za druhého císařství, kterou vedl Georges-Eugène Haussmann, byly staré budovy v roce 1865 strženy a nemocniční areál posunut o několik metrů severně. Dnes zabírá plochu asi 3 hektary a ohraničují jej ulice Rue de la Cité na západě, Quai de la Corse na severu, Rue d'Arcole na východě a Place du Parvis-Notre-Dame na jihu.